# Liste der Bodendenkmale in Rosche
In der Liste der Bodendenkmale in Rosche sind alle Bodendenkmale der niedersächsischen Gemeinde Rosche aufgelistet. Die Quelle ist der Denkmalatlas Niedersachsen. Der Stand der Liste ist der 7. Juli 2024.

## Allgemein
In den Spalten finden sich folgende Informationen des Bodendenkmales :
- Lage        : geographische Koordinaten
- Bezeichnung : Bezeichnung lt. Denkmalatlas
- Beschreibung: Beschreibung lt. Denkmalatlas
- ID          : Objekt-ID
- Bild        : Bild, ggf. zusätzlich mit Link zu weiteren Fotos im Medienarchiv Wikimedia Commons.

## Borg
| Lage                        | Bezeichnung        | Beschreibung | ID       | Bild |
| --------------------------- | ------------------ | --- | -------- | ---- |
| 53° 0′ 50″ N, 10° 46′ 3″ O  | Borg 1, Grabhügel  | Gleichmäßig flach gewölbte Kuppe mit fließenden Rändern, Durchmesser ca. 19 Meter und Höhe ca. 1,00 Meter.                                                                                      | 32207578 | BW   |
| 53° 0′ 49″ N, 10° 46′ 7″ O  | Borg 2, Grabhügel  | Markante, deutlich abgesetzte Kuppe, Durchmesser ca. 18 Meter und Höhe ca. 1,40 Meter. | 32207823 | BW   |
| 53° 0′ 47″ N, 10° 46′ 3″ O  | Borg 3, Grabhügel  | Markante Kuppe, Durchmesser ca. 19 Meter und Höhe ca. 1,30 Meter, etwa 1/4 sind durch den Weg angeschnitten.                                                                                    | 32208307 | BW   |
| 53° 0′ 49″ N, 10° 46′ 52″ O | Borg 5, Grabhügel  | Flach gewölbte Kuppe, Durchmesser ca. 13 Meter und Höhe 0,40 Meter, ist vom Weg etwas angeschnitten.                                                                                            | 32207214 | BW   |
| 53° 0′ 50″ N, 10° 46′ 54″ O | Borg 6, Grabhügel  | Flach gewölbte Kuppe, Durchmesser ca. 16 Meter und Höhe ca. 0,90 Meter, im Süden angegraben. | 32207965 | BW   |
| 53° 0′ 51″ N, 10° 46′ 49″ O | Borg 7, Grabhügel  | Flachgewölbte Kuppe, Durchmesser ca. 13 Meter und Höhe ca. 0,50 Meter. | 32207456 | BW   |
| 53° 0′ 53″ N, 10° 46′ 9″ O  | Borg 11, Grabhügel | Markanter, deutlich abgesetzter Langhügel (Nord-Süd-gerichtet), Länge ca. 27 Meter, Breite ca. 14 Meter und Höhe ca. 1,70 Meter, fast 1/3 sind von Eigentumsgrenze und Ackerrand überschnitten. | 32208587 | BW   |
| 53° 0′ 57″ N, 10° 46′ 12″ O | Borg 13, Grabhügel | Markante, deutlich abgesetzte Kuppe, Durchmesser ca. 17 Meter und Höhe ca. 1,30 Meter. Südhang etwas beschädigt.                                                                                | 32208588 | BW   |
| 53° 1′ 2″ N, 10° 46′ 12″ O  | Borg 14, Grabhügel | Markante, deutlich abgesetzte Kuppe, Durchmesser ca. 18 Meter und Höhe ca. 1,50 Meter. | 32208589 | BW   |
| 53° 1′ 6″ N, 10° 46′ 8″ O   | Borg 15, Grabhügel | Durchmesser von 13 Metern und Höhe von ca. 1,00 Meter. Süd-West Seite angegraben. | 32208335 | BW   |
| 53° 1′ 2″ N, 10° 44′ 31″ O  | Borg 27, Grabhügel | Rest eines weitgehend abgegrabenen Grabhügels, Durchmesser von 8 Metern und Höhe von noch 1,30 Metern.                                                                                          | 32205912 | BW   |
| 53° 1′ 10″ N, 10° 44′ 2″ O  | Borg 31, Grabhügel | Sehr markanter Rundhügel, Durchmesser 17 Metern und Höhe ca. 1,80 Metern. | 32206008 | BW   |
| 53° 0′ 54″ N, 10° 46′ 10″ O | Borg 34, Grabhügel | Flachgewölbte, ehem. runde, schwach abgesetzte Erhebung, Durchmesser ca. 19 Meter und Höhe ca. 0,60 Meter. Im Süden zu 1/3 von Weg bzw. Acker geschnitten.                                      | 32207018 | BW   |

## Göddenstedt
| Lage                         | Bezeichnung               | Beschreibung | ID       | Bild |
| ---------------------------- | ------------------------- | --- | -------- | ---- |
| 52° 57′ 43″ N, 10° 48′ 54″ O | Göddenstedt 49, Grabhügel | Ovaler Grabhügel (von Nord-Süd) 20 Meter, (von Ost-West) 22 Meter und Höhe von ca. 1,5 Meter, der Rand abgesetzt. | 33802359 | BW   |

### Göddenstedt 1
ID:32205913
Feld mit 40 Grabhügeln

| Lage                         | Bezeichnung    | Beschreibung                                                           | ID       | Bild |
| ---------------------------- | -------------- | ---------------------------------------------------------------------- | -------- | ---- |
| 52° 58′ 48″ N, 10° 50′ 17″ O | Göddenstedt 1  | Durchmesser ca. 5 Meter und Höhe ca. 0,50 Meter.                       | 32207115 | BW   |
| 52° 58′ 48″ N, 10° 50′ 17″ O | Göddenstedt 2  | Durchmesser ca. 12 Meter und Höhe ca. 0,40 Meter.                      | 32207639 | BW   |
| 52° 58′ 48″ N, 10° 50′ 18″ O | Göddenstedt 3  |                                                                        | 32207019 | BW   |
| 52° 58′ 49″ N, 10° 50′ 18″ O | Göddenstedt 4  |                                                                        | 32207997 | BW   |
| 52° 58′ 49″ N, 10° 50′ 18″ O | Göddenstedt 5  |                                                                        | 32207998 | BW   |
| 52° 58′ 49″ N, 10° 50′ 18″ O | Göddenstedt 6  | Durchmesser ca. 8 Meter und Höhe ca. 0,80 Meter.                       | 32208265 | BW   |
| 52° 58′ 49″ N, 10° 50′ 19″ O | Göddenstedt 7  |                                                                        | 32208264 | BW   |
| 52° 58′ 49″ N, 10° 50′ 20″ O | Göddenstedt 8  |                                                                        | 32208378 | BW   |
| 52° 58′ 49″ N, 10° 50′ 19″ O | Göddenstedt 9  |                                                                        | 32208380 | BW   |
| 52° 58′ 49″ N, 10° 50′ 20″ O | Göddenstedt 10 | Durchmesser ca. 5 Meter und Höhe ca. 0,30 Meter.                       | 32208879 | BW   |
| 52° 58′ 49″ N, 10° 50′ 20″ O | Göddenstedt 11 | Durchmesser ca. 6 Meter und Höhe ca. 0,30 Meter.                       | 32208880 | BW   |
| 52° 58′ 49″ N, 10° 50′ 20″ O | Göddenstedt 12 |                                                                        | 32208881 | BW   |
| 52° 58′ 50″ N, 10° 50′ 20″ O | Göddenstedt 13 |                                                                        | 32207175 | BW   |
| 52° 58′ 50″ N, 10° 50′ 20″ O | Göddenstedt 14 |                                                                        | 32207176 | BW   |
| 52° 58′ 50″ N, 10° 50′ 19″ O | Göddenstedt 15 |                                                                        | 32207177 | BW   |
| 52° 58′ 50″ N, 10° 50′ 21″ O | Göddenstedt 16 |                                                                        | 32207294 | BW   |
| 52° 58′ 49″ N, 10° 50′ 15″ O | Göddenstedt 17 | Durchmesser ca. 3 Meter und Höhe ca. 0,40 Meter.                       | 32208379 | BW   |
| 52° 58′ 49″ N, 10° 50′ 16″ O | Göddenstedt 18 | Durchmesser ca. 7 Meter und Höhe ca. 0,30 Meter.                       | 32207295 | BW   |
| 52° 58′ 50″ N, 10° 50′ 15″ O | Göddenstedt 19 | Durchmesser ca. 5 Meter und Höhe ca. 0,70 Meter.                       | 32207296 | BW   |
| 52° 58′ 50″ N, 10° 50′ 15″ O | Göddenstedt 20 |                                                                        | 32209586 | BW   |
| 52° 58′ 50″ N, 10° 50′ 14″ O | Göddenstedt 21 | Durchmesser ca. 4 Meter und Höhe ca. 1,00 Meter.                       | 32209588 | BW   |
| 52° 58′ 49″ N, 10° 50′ 13″ O | Göddenstedt 22 | Durchmesser ca. 2 Meter und Höhe ca. 1,00 Meter.                       | 32210087 | BW   |
| 52° 58′ 49″ N, 10° 50′ 14″ O | Göddenstedt 23 |                                                                        | 32210088 | BW   |
| 52° 58′ 49″ N, 10° 50′ 14″ O | Göddenstedt 24 |                                                                        | 32210577 | BW   |
| 52° 58′ 49″ N, 10° 50′ 13″ O | Göddenstedt 25 | Durchmesser ca. 5 Meter und Höhe ca. 0,70 Meter.                       | 32210578 | BW   |
| 52° 58′ 49″ N, 10° 50′ 13″ O | Göddenstedt 26 |                                                                        | 32209587 | BW   |
| 52° 58′ 49″ N, 10° 50′ 13″ O | Göddenstedt 27 |                                                                        | 32210697 | BW   |
| 52° 58′ 49″ N, 10° 50′ 13″ O | Göddenstedt 28 |                                                                        | 32210086 | BW   |
| 52° 58′ 49″ N, 10° 50′ 13″ O | Göddenstedt 29 | Durchmesser ca. 5 Meter und Höhe ca. 0,50 Meter.                       | 32210698 | BW   |
| 52° 58′ 49″ N, 10° 50′ 14″ O | Göddenstedt 30 | Durchmesser ca. 7 Meter und Höhe ca. 0,90 Meter und großer Eingrabung. | 32210699 | BW   |
| 52° 58′ 49″ N, 10° 50′ 14″ O | Göddenstedt 31 | Durchmesser ca. 2 Meter und Höhe ca. 1,00 Meter.                       | 32210835 | BW   |
| 52° 58′ 49″ N, 10° 50′ 14″ O | Göddenstedt 32 |                                                                        | 32210836 | BW   |
| 52° 58′ 49″ N, 10° 50′ 15″ O | Göddenstedt 33 |                                                                        | 32210837 | BW   |
| 52° 58′ 49″ N, 10° 50′ 14″ O | Göddenstedt 34 | Durchmesser ca. 5 Meter und Höhe ca. 0,50 Meter.                       | 32209124 | BW   |
| 52° 58′ 48″ N, 10° 50′ 14″ O | Göddenstedt 35 | Durchmesser ca. 8 Meter und Höhe ca. 0,80 Meter.                       | 32209125 | BW   |
| 52° 58′ 48″ N, 10° 50′ 14″ O | Göddenstedt 36 | Durchmesser ca. 4 Meter und Höhe ca. 0,50 Meter.                       | 32210579 | BW   |
| 52° 58′ 48″ N, 10° 50′ 13″ O | Göddenstedt 37 | Durchmesser ca. 8 Meter und Höhe ca. 0,90 Meter.                       | 32209126 | BW   |
| 52° 58′ 48″ N, 10° 50′ 14″ O | Göddenstedt 38 | Durchmesser ca. 8 Meter und Höhe ca. 0,40 Meter.                       | 32209485 | BW   |
| 52° 58′ 48″ N, 10° 50′ 11″ O | Göddenstedt 39 |                                                                        | 32209484 | BW   |
| 52° 58′ 48″ N, 10° 50′ 9″ O  | Göddenstedt 40 |                                                                        | 32209486 | BW   |

## Hohenweddrien
| Lage                       | Bezeichnung                | Beschreibung                                                                   | ID       | Bild |
| -------------------------- | -------------------------- | ------------------------------------------------------------------------------ | -------- | ---- |
| 53° 0′ 15″ N, 10° 51′ 4″ O | Hohenweddrien 1, Grabhügel | Flach gewölbter Rundhügel, Durchmesser ca. 18 Meter und Höhe ca. 0,70 Meter.   | 32209347 | BW   |
| 53° 0′ 14″ N, 10° 51′ 5″ O | Hohenweddrien 2, Grabhügel | Flach gewölbter Rundhügel, Durchmesser ca. 15 Meter und Höhe ca. 0,30 Meter.   | 32209701 | BW   |
| 53° 0′ 15″ N, 10° 51′ 7″ O | Hohenweddrien 3, Grabhügel | Kräftig gewölbter Rundhügel, Durchmesser ca. 21 Meter und Höhe ca. 1,60 Meter. | 32209702 | BW   |

## Katzien
| Lage                        | Bezeichnung          | Beschreibung | ID       | Bild |
| --------------------------- | -------------------- | --- | -------- | ---- |
| 53° 0′ 14″ N, 10° 46′ 6″ O  | Katzien 4, Grabhügel | | 32209015 | BW   |
| 53° 0′ 14″ N, 10° 46′ 8″ O  | Katzien 5, Grabhügel | | 32209016 | BW   |
| 53° 0′ 14″ N, 10° 46′ 11″ O | Katzien 6, Grabhügel | | 32209346 | BW   |
| 53° 0′ 14″ N, 10° 46′ 16″ O | Katzien 8, Grabhügel | Kräftig gewölbter Rundhügel, Durchmesser ca. 21 Meter und Höhe ca. 1,80 Meter. An Nord-Seite durch Acker etwas angeschnitten. | 32209017 | BW   |

## Nateln
| Lage                         | Bezeichnung          | Beschreibung                                                                         | ID       | Bild |
| ---------------------------- | -------------------- | ------------------------------------------------------------------------------------ | -------- | ---- |
| 52° 57′ 50″ N, 10° 43′ 54″ O | Nateln 10, Grabhügel |                                                                                      | 32209002 | BW   |
| 52° 57′ 51″ N, 10° 43′ 54″ O | Nateln 11, Grabhügel | Flach gewölbter Rundhügel, Durchmesser ca. 9 Meter und Höhe ca. 0,50 Meter.          | 32209121 | BW   |
| 52° 57′ 51″ N, 10° 43′ 58″ O | Nateln 12, Grabhügel |                                                                                      | 32209122 | BW   |
| 52° 57′ 52″ N, 10° 43′ 54″ O | Nateln 13, Grabhügel | Flach gewölbter Rundhügel, Durchmesser ca. 11 Meter und Höhe ca. 0,70 Meter.         | 32209365 | BW   |
| 52° 57′ 52″ N, 10° 43′ 57″ O | Nateln 14, Grabhügel | Kleiner, flachgewölbter Rundhügel, Durchmesser ca. 14 Meter und Höhe ca. 0,30 Meter. | 32209123 | BW   |

## Polau
| Lage                        | Bezeichnung        | Beschreibung                                                                                         | ID       | Bild |
| --------------------------- | ------------------ | --- | -------- | ---- |
| 53° 0′ 22″ N, 10° 50′ 42″ O | Polau 1, Grabhügel | Flach gewölbter Rundhügel, Durchmesser ca. 17 Meter und Höhe ca. 0,90 Meter.                         | 32206167 | BW   |
| 53° 0′ 29″ N, 10° 50′ 39″ O | Polau 2, Grabhügel | Kräftig gewölbter Rundhügel, Durchmesser ca. 20 Meter und Höhe ca. 1,80 Meter.                       | 32208366 | BW   |
| 53° 0′ 28″ N, 10° 50′ 36″ O | Polau 3, Grabhügel | Linsenartiger, flach gewölbter Rundhügel, Durchmesser ca. 11 Meter und Höhe ca. 0,20 Meter.          | 32208618 | BW   |
| 53° 0′ 25″ N, 10° 50′ 40″ O | Polau 4, Grabhügel | Flach gewölbter Rundhügel, Dm. 15 m und H. von 0,8 m. Hügelränder laufen in umliegendes Gelände aus. | 32203273 | BW   |
| 53° 0′ 16″ N, 10° 50′ 59″ O | Polau 7, Grabhügel | Flachgewölbter Rundhügel, Durchmesser ca. 13 Meter und Höhe ca. 0,40 Meter.                          | 32206401 | BW   |

## Rosche
| Lage                         | Bezeichnung          | Beschreibung | ID       | Bild |
| ---------------------------- | -------------------- | --- | -------- | ---- |
| 52° 59′ 7″ N, 10° 46′ 14″ O  | Rosche 3, Grabhügel  | Kräftig gewölbter Rundhügel, Durchmesser ca. 8 Meter und Höhe ca. 0,50 - 1,80 Meter.                             | 32206402 | BW   |
| 52° 59′ 4″ N, 10° 46′ 28″ O  | Rosche 4, Grabhügel  | Oval. Durchmesser 13 Meter und erhaltenden Höhe von ca. 1,20 Metern, in Teilen gestört.                          | 32203274 | BW   |
| 52° 59′ 10″ N, 10° 46′ 21″ O | Rosche 5, Grabhügel  | Durchmesser 20 Meter und Höhe 1,80 Metern. Systematisch zergraben.                                               | 32203275 | BW   |
| 52° 59′ 9″ N, 10° 46′ 15″ O  | Rosche 22, Grabhügel | Markanter Rundhügel, Durchmesser ca. 15 Meter und Höhe ca. 1,40 Meter, ist von Eigentumsgrenzgraben geschnitten. | 32206009 | BW   |

### Rosche 13
ID:32206403
Gräberfeld aus 8 Grabhügeln mit Durchmessern von 9 bis 18 Metern und Höhen von 0,40 bis 1,80 Metern. Der Hügel FStNr. 18 ist nur noch als zergrabene Aufwölbung zu erkennen. Der Hügel FStNr.42 in ursprüngliche Gruppe mit aufgenommen.

| Lage                         | Bezeichnung | Beschreibung | ID       | Bild |
| ---------------------------- | ----------- | --- | -------- | ---- |
| 52° 59′ 44″ N, 10° 46′ 13″ O | Rosche 13   | Flacher Hügel, Durchmesser 10 Meter und Höhe ca. 0,50 Meter.                                                          | 32209510 | BW   |
| 52° 59′ 44″ N, 10° 46′ 13″ O | Rosche 14   | Flacher Hügel, Durchmesser 10 Meter und Höhe ca. 0,50 Meter.                                                          | 32209510 | BW   |
| 52° 59′ 45″ N, 10° 46′ 13″ O | Rosche 15   | Flach gewölbter Rundhügel, Durchmesser 10 Meter und Höhe 0,40 Meter.                                                  | 32209512 | BW   |
| 52° 59′ 45″ N, 10° 46′ 11″ O | Rosche 16   | Flach gewölbter Rundhügel, Durchmesser ca. 18 Metern und Höhe ca. 0,80 Meter.                                         | 32209631 | BW   |
| 52° 59′ 47″ N, 10° 46′ 14″ O | Rosche 33   | Durchmesser 9 Meter und Höhe ca. 1 Meter.                                                                             | 32209511 | BW   |
| 52° 59′ 44″ N, 10° 46′ 19″ O | Rosche 34   | Rest eines Hügels, Durchmesser ca. 7 Meter, die restliche Höhe beträgt 0,70 Meter, wird von der Straße angeschnitten. | 32209632 | BW   |